# Ali Maow Maalin
Ali Maow Maalin (tiếng Somalia: Cali Macow Macallin; cả Mao Moallim và Mao' Mo'allim; 1954 – 22 tháng 7 năm 2013) là một đầu bếp bệnh viện người Somali và nhân viên y tế Merca, người cuối cùng được biết là đã bị nhiễm bệnh đậu mùa Variola xảy ra tự nhiên. Ông được chẩn đoán mắc bệnh vào tháng 10 năm 1977 và đã bình phục hoàn toàn. Mặc dù anh ta có nhiều người tiếp xúc nhưng không ai trong số họ phát bệnh và một chiến dịch ngăn chặn tích cực đã thành công trong việc ngăn chặn bùng phát. Bệnh đậu mùa được Tổ chức Y tế Thế giới (WHO) tuyên bố là đã bị loại trừ trên toàn cầu hai năm sau đó. Maalin sau đó đã tham gia vào chiến dịch thanh toán bệnh bại liệt thành công ở Somalia, và ông đã chết vì bệnh sốt rét trong khi tiến hành tiêm phòng bệnh bại liệt sau khi vi rút bại liệt tái xuất hiện vào năm 2013.

## Diệt trừ bệnh đậu mùaởChâu Phi
Bệnh đậu mùa là một bệnh truyền nhiễm do hai chủng vi-rút Variola major và V. minor gây ra. V. minor hiếm gặp hơn trong hai chủng này và gây ra một căn bệnh ít nghiêm trọng hơn nhiều (đôi khi được gọi là alastrim), với tỷ lệ tử vong khoảng 1%. Không có phương pháp điều trị nào, và biện pháp bảo vệ duy nhất là tiêm phòng. Vi-rút thường lây truyền qua tiếp xúc mặt đối mặt trong thời gian dài với người có triệu chứng. Thời gian ủ bệnh trung bình 12–14 ngày. Một trong những căn bệnh đáng sợ nhất trong lịch sử loài người, bệnh đậu mùa vẫn gây ra khoảng 2 triệu ca tử vong mỗi năm vào cuối năm 1967.

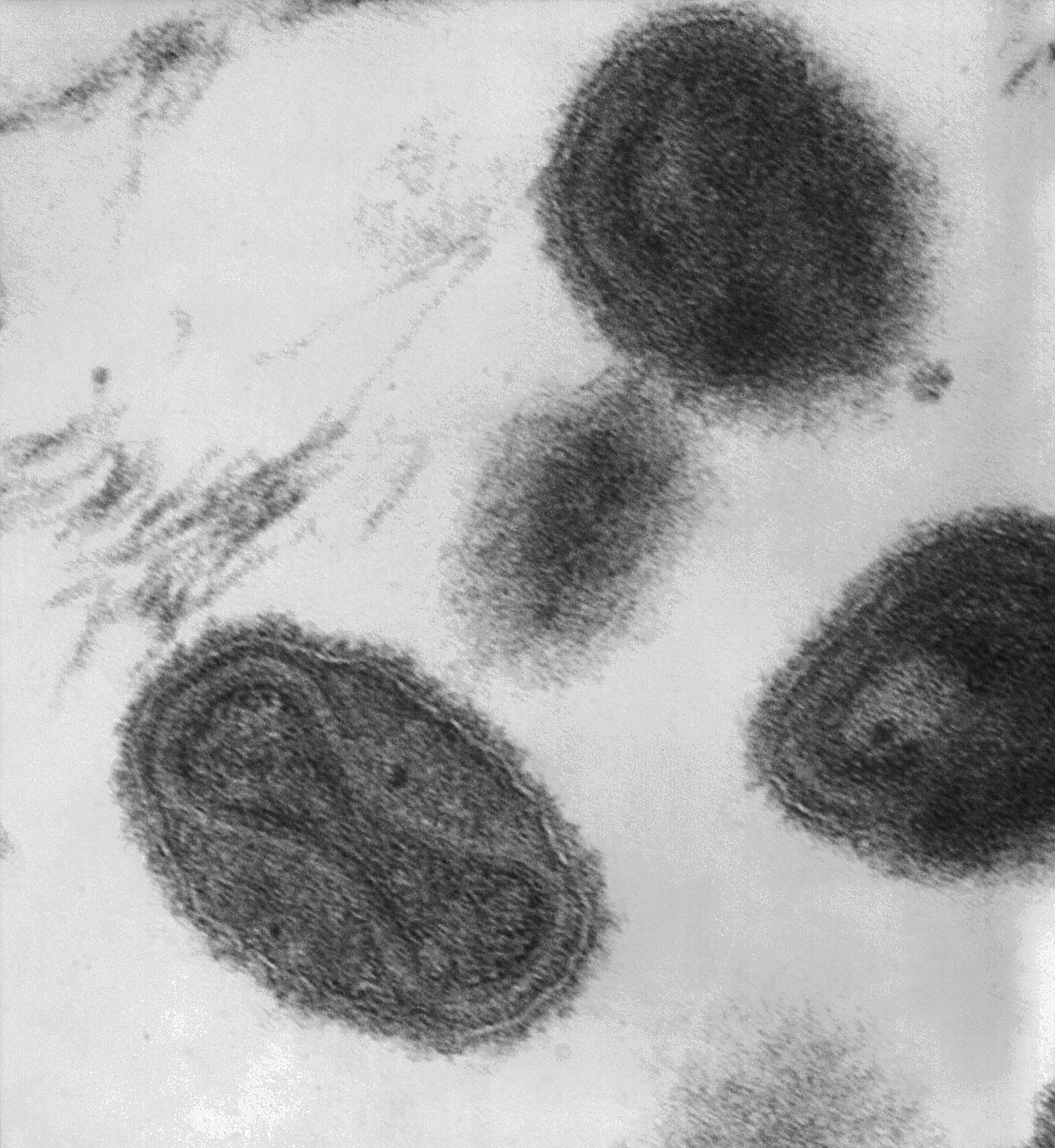
Bệnh đậu mùa

Nỗ lực toàn cầu nhằm loại bỏ bệnh đậu mùa khỏi các khu vực lưu hành bệnh như Châu Phi bắt đầu vào năm 1959 với một chiến dịch tiêm chủng hàng loạt. Cách tiếp cận này đạt được rất ít thành công và một cách tiếp cận mục tiêu hiệu quả hơn đã được phát triển vào cuối những năm 1960. Điều này liên quan đến việc giám sát tích cực bằng cách săn lùng ca bệnh, kết hợp với việc ngăn chặn nhanh chóng sự lây nhiễm ở những khu vực có báo cáo bùng phát bằng cách tiêm phòng tích cực. Phần lớn các quốc gia châu Phi không còn bệnh đậu mùa vào năm 1972. Đến cuối năm 1975, vi-rút đã bị tiêu diệt trên toàn thế giới, ngoại trừ ở Ethiopia và Somalia ở vùng Sừng châu Phi và nước láng giềng Kenya. Những người dân du mục ở Sa mạc Ogaden vẫn giữ bệnh đậu mùa đặc hữu với một dạng bệnh nhẹ bất thường, điều này tạo điều kiện cho sự tồn tại dai dẳng trong dân số. Từ năm 1975, các nỗ lực của WHO tập trung vào khu vực này. Trường hợp cuối cùng của Ethiopia là vào tháng 8 năm 1976 và Kenya vào tháng 2 năm 1977.
Somalia tỏ ra đặc biệt khó khăn vì phần lớn dân số 3,5 triệu người là dân du cư. Một chiến dịch tiêm chủng hàng loạt ở nước này vào năm 1969 đã thất bại vì nhiều người dân du mục trong vùng có văn hóa phản đối việc tiêm chủng và từ chối hoặc tránh tiêm chủng. Những nỗ lực loại bỏ dựa trên một hệ thống báo cáo chuyên sâu. Một đợt hạn hán nghiêm trọng vào năm 1975 đã làm trầm trọng thêm những khó khăn khi gia tăng di chuyển qua biên giới với Ethiopia, và các đợt bùng phát thường xuyên tiếp tục. Vào tháng 3 năm 1977, các nỗ lực giám sát đã tìm thấy hơn 3000 trường hợp ở miền nam đất nước. Chính phủ Somalia đã tuyên bố tình trạng khẩn cấp và kêu gọi thành công sự trợ giúp của Liên Hợp Quốc. Đến tháng 6, khi dịch bùng phát lên đến đỉnh điểm, 3.000 nhân viên y tế Somalia dưới sự giám sát của 23 cố vấn quốc tế đã tham gia vào các nỗ lực diệt trừ. Công việc diệt trừ bị cản trở vào tháng 7 khi Chiến tranh Ogaden nổ ra, hạn chế khả năng tiếp cận sa mạc.

## Trường hợp của Maalin
Maalin làm đầu bếp tại bệnh viện ở thị trấn cảng Merca ở miền nam Somalia, đồng thời là người tiêm vắc-xin không thường xuyên cho nhóm xóa sổ bệnh đậu mùa của WHO. Anh ta đã không được tiêm phòng thành công, mặc dù việc tiêm phòng bệnh đậu mùa là bắt buộc đối với nhân viên bệnh viện. Theo nhà dịch tễ học Jason Weisfeld của CDC, một trong những người dẫn đầu nỗ lực ngăn chặn sau đó ở Merca, Maalin đã tiêm vắc xin đậu mùa nhưng vắc xin này không dùng được và anh không được bảo vệ. Các nguồn khác nói rằng anh ta chưa được tiêm phòng. Trong một cuộc phỏng vấn vào năm 2007, Maalin nói rằng anh ấy chưa được tiêm phòng, giải thích: "Khi đó tôi rất sợ tiêm phòng. Có vẻ như mũi tiêm bị đau."
Vào tháng 8 năm 1977, một đợt bùng phát bùng phát trong một nhóm du mục người Somalia gồm 20 gia đình; tám đứa trẻ phát triển các triệu chứng từ tháng 8 đến tháng 10. Vào ngày 12 tháng 10 năm 1977, hai đứa trẻ có các triệu chứng bệnh đậu mùa được phát hiện tại một khu cắm trại gần khu định cư nhỏ trong đất liền Kurtunwarey, cách Merca khoảng 90 km (60 dặm). Các quan chức địa phương chở bọn trẻ đến Merca, nơi có một trại cách ly gần đó. Maalin, khi đó 23 tuổi, là người hướng dẫn cả nhóm đưa họ lên chiếc Land Cruiser đã đóng cửa từ bệnh viện nơi anh ta làm việc đến nhà của một giám sát viên giám sát hoặc đến thẳng trại cách ly. Anh ta được cho là đã bị nhiễm bệnh trong cuộc hành trình kéo dài không quá 5–15 phút. Một trong những đứa trẻ, một bé gái sáu tuổi tên là Habiba Nur Ali, đã chết hai ngày sau đó. Cô là người cuối cùng chết vì bệnh đậu mùa mắc phải tự nhiên. Sự bùng phát trong nhóm du mục đã được các nhân viên của WHO ngăn chặn thành công vào ngày 18 tháng 10, nhưng điều quan trọng là các nhà điều tra đã không xác định được Maalin là người tiếp xúc.
Vào ngày 22 tháng 10, Maalin bị sốt và đau đầu, và được điều trị bệnh sốt rét trong bệnh viện. Sau bốn ngày, phát ban xuất hiện. Có lẽ dựa trên giả định rằng anh ta đã được tiêm phòng bệnh đậu mùa thành công, Maalin sau đó được cho là mắc bệnh thủy đậu và được xuất viện. Trong vài ngày tới, các triệu chứng của anh ấy phát triển để chỉ ra bệnh đậu mùa là nguyên nhân. Không muốn bị cô lập, Maalin đã không tự báo cáo. Vào ngày 30 tháng 10, một đồng nghiệp y tá đã báo cáo anh ta, có thể để nhận phần thưởng 200 shilling Somali (khoảng 35 đô la), và Maalin được chuyển đến trại cách ly. Anh ta được chẩn đoán bị nhiễm bệnh đậu mùa chủng Variola, dựa trên các triệu chứng của anh ta và sau đó được xác nhận bằng các xét nghiệm trong phòng thí nghiệm. Ngày chẩn đoán đôi khi được ghi là ngày 26 tháng 10 năm 1977. Maalin không gặp phải biến chứng nào, sau đó đã hồi phục hoàn toàn và được xuất viện vào cuối tháng 11.
Donald Henderson, người chỉ đạo chương trình diệt trừ của WHO từ năm 1967 đến năm 1976, mô tả trường hợp của Maalin là "một trường hợp điển hình trong việc mô tả những thiếu sót và sai lầm trong hoạt động của chương trình." Maalin, được Henderson mô tả là "một người đàn ông nổi tiếng", đã được nhiều người thân và bạn bè đến thăm trong thời gian bị bệnh trước khi ông phải cách ly. Khi nhập viện vì sốt, anh ấy đã tự do đi lại trong bệnh viện, tiếp xúc với nhiều bệnh nhân.

## Chứa khả năng bùng phát
Nhiều biện pháp đã được sử dụng để ngăn chặn khả năng bùng phát ở thị trấn Merca. Phản hồi được phối hợp bởi Weisfeld và Karl Markvart. Tất cả các địa chỉ liên lạc của Maalin đều được truy tìm bởi nhóm diệt trừ của WHO. Tổng cộng có 161 người tiếp xúc đã được xác định, 41 người trong số họ chưa được tiêm phòng. Có 91 người đã tiếp xúc trực tiếp với Maalin, 12 người trong số họ chưa được tiêm phòng. Một số địa chỉ liên lạc của ông sống lên đến 120 km (75 dặm) bên ngoài thị trấn. Tất cả các liên lạc đã được giữ dưới sự giám sát trong sáu tuần. Những người tiếp xúc trực tiếp với anh ấy và gia đình của họ đã được tiêm phòng, nhưng không ai có dấu hiệu bị nhiễm bệnh. Bệnh viện Merca đã đóng cửa không tiếp nhận bệnh nhân mới, tất cả nhân viên y tế của bệnh viện đã được tiêm phòng và những bệnh nhân hiện tại được cách ly tại chỗ. Cư dân của 50 ngôi nhà lân cận nơi ở của Maalin đã được tiêm phòng, và việc tiêm phòng sau đó đã được mở rộng ra khu vực của thị trấn nơi Maalin sinh sống. Các cuộc lục soát từng nhà trong toàn bộ thị trấn để tìm các trường hợp. Các trạm kiểm soát của cảnh sát trên tất cả các lối ra vào thị trấn, bao gồm cả lối đi bộ, được thiết lập để tiêm phòng cho bất kỳ ai đi ngang qua mà chưa được tiêm chủng gần đây. Tổng cộng có 54.777 người đã được tiêm phòng trong hai tuần sau khi Maalin bị cách ly. Phản ứng sau đó được mở rộng, với các cuộc tìm kiếm từng nhà hàng tháng trên khắp khu vực mở rộng thành một cuộc tìm kiếm trên khắp Somalia, hoàn thành vào tháng 12 năm 1977.
Các nỗ lực ngăn chặn đã tỏ ra hiệu quả và vào ngày 17 tháng 4 năm 1978, văn phòng của WHO tại Nairobi đã gửi một bức điện thông báo: "Đã hoàn tất tìm kiếm. Không phát hiện trường hợp nào. Ali Maow Maalin là trường hợp mắc bệnh đậu mùa cuối cùng được biết đến trên thế giới." Mặc dù có thêm một đợt bùng phát bệnh đậu mùa vào năm 1978 do một phòng thí nghiệm ở Birmingham, Vương quốc Anh, Maalin vẫn là trường hợp mắc bệnh đậu mùa tự nhiên cuối cùng trên thế giới. Vào ngày 26 tháng 10 năm 1979, hai năm sau ngày phát ban Maalin xuất hiện, WHO tuyên bố rằng bệnh đậu mùa đã được tận diệt trên toàn cầu.

## Cuộc sống sau này và sự tham gia vào chiến dịch tận diệt bệnh bại liệt
Maalin vẫn ở khu vực Merca, nơi anh được tuyển dụng với nhiều vai trò khác nhau. Vào giữa những năm 1990, ông bán thuốc ở một thị trấn nhỏ gần đó. Maalin là một trong số 10.000 tình nguyện viên tham gia vào nỗ lực tiêu diệt bệnh bại liệt khỏi Somalia, đã thành công vào năm 2008. Anh giải thích động lực tình nguyện của mình: "Somalia là quốc gia cuối cùng có bệnh đậu mùa. Tôi muốn giúp đảm bảo rằng chúng tôi sẽ không phải là quốc gia cuối cùng nơi có bệnh bại liệt nữa." Maalin làm việc cho WHO với tư cách là điều phối viên địa phương chịu trách nhiệm vận động xã hội, và đã dành nhiều năm đi khắp Somalia, tiêm phòng cho trẻ em và giáo dục cộng đồng. Tờ Boston Globe mô tả ông là một trong những điều phối viên địa phương "có giá trị nhất" của WHO. Ông khuyến khích mọi người tiêm vắc-xin bằng cách chia sẻ kinh nghiệm của mình với bệnh đậu mùa: "Bây giờ, khi tôi gặp những bậc cha mẹ từ chối cho con mình tiêm vắc-xin bại liệt, tôi kể cho họ nghe câu chuyện của mình. Tôi nói với họ tầm quan trọng của những loại vắc-xin này. Tôi bảo họ đừng làm như vậy". một cái gì đó ngu ngốc như tôi." Anh ấy tiếp tục làm điều phối viên khu vực cho chiến dịch tiêm chủng và được ca ngợi là một trong những "anh hùng thực sự" của chiến dịch.
Sau khi vi rút bại liệt tái xuất hiện vào Somalia năm 2013, Maalin một lần nữa đang tiến hành tiêm chủng ở quận Merca thì bị sốt và qua đời vài ngày sau đó, vào ngày 22 tháng 7 năm 2013, vì bệnh sốt rét.